# Wetzelsdorf bei Jagerberg
Wetzelsdorf bei Jagerberg ist eine Ortschaft und als Wetzelsdorf eine Katastralgemeinde in der Marktgemeinde Jagerberg. Die Ortschaft hat 239 Einwohner (Stand 1. Jänner 2024). Bis Ende 1968 war Wetzelsdorf eine eigenständige Gemeinde, sie trug damals noch den Namen Wetzelsdorf bei Kirchbach.

## Geographie
Wetzelsdorf liegt am Westrand des Saßbachtals und wird vom Steinfeldbach durchflossen.

## Geschichte
Wetzelsdorf wurde zwischen 1260 und 1267 von Wecil von Glojach gegründet.
Laut Adressbuch von Österreich waren im Jahr 1938 in Wetzelsdorf zwei Gastwirte, ein Gemischtwarenhändler, drei Landesproduktehändler, ein Lohndrescher, ein Mühlenbautischler, ein Schmied, Schneiderinnen, ein Schuster, ein Tischler, ein Viehhändler und einige Landwirte ansässig.
Mit dem 1. Juni 1951 wurde die Gemeinde, die bis dahin nur den Namen Wetzelsdorf trug, in Wetzelsdorf bei Kirchbach umbenannt. Dies geschah gleichzeitig mit der Umbenennung von Wetzelsdorf im Bezirk Deutschlandsberg in Wetzelsdorf in Weststeiermark. Mit 1. Jänner 1969 wurde Wetzelsdorf bei Kirchbach mit seinen Ortschaften Hamet und Jahrbach mit Jagerberg fusioniert.

### Gebäude
1262 stand in Wetzelsdorf einst ein Wehrbau der zuletzt nur noch ein einstöckiges Gebäude war. An der Stelle wo jetzt die Kapelle steht befand sich früher ein Glockenstuhl, also eine kleine Kapelle. Die jetzige Kapelle ist nach dem Heiligen Antonius von Padua geweiht.
Das Schloss Wetzelsdorf wurde in den 1980er-Jahren abgetragen. Der Vorbesitzer des Schlosses war der Schauspieler und Regisseur Rudolf Klein-Rogge.

## Sehenswürdigkeiten
Im Wald bei Wetzelsdorf gibt es zwei Hügelgräbergruppen, vermutlich aus der Römerzeit. Diese stehen unter Denkmalschutz (Listeneintrag).

## Vereine
- ESV Wetzelsdorf
- Freiwillige Feuerwehr Wetzelsdorf